# Carex baohuashanica
Espèce
Classification phylogénétique
Carex baohuashanica est une espèce de plantes du genre Carex et de la famille des Cyperaceae.